# Gondoharum (Jekulo)
Gondoharum is een bestuurslaag in het regentschap Kudus van de provincie Midden-Java, Indonesië. Gondoharum telt 7246 inwoners (volkstelling 2010).